# Harold Allison

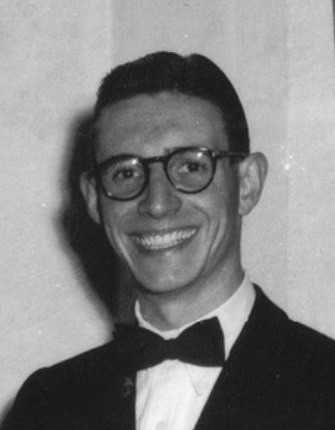
Harold Allison (1964)

Hon. Harold Allison (* 10. Juli 1930; † 28. Juni 2025) war ein australischer Politiker der Liberal Party, der unter anderem zwischen 1975 und 1997 Mitglied des South Australian House of Assembly, mehrmals Minister sowie von 1993 bis 1997 Vorsitzender der Ausschüsse und dadurch stellvertretender Sprecher des House of Assembly war.

## Leben
Harold Allison wurde am 12. Juli 1975 für die Liberal Party im Wahlkreis Mount Gambier erstmals zum Mitglied des South Australian House of Assembly gewählt, des Unterhauses des Parlaments von South Australia, und konnte sich bei der Wahl gegen den bisherigen Wahlkreisinhaber Allan Burdon von der Australian Labor Party (ALP) durchsetzen. Er vertrat diesen Wahlkreis bis zu dessen Auflösung am 10. Dezember 1993.
Am 18. September 1979 wurde Allison in die Regierung von Premier David Tonkin berufen und fungierte in dieser bis zum 10. November 1982 als Bildungsminister (Minister of Education) sowie zugleich zwischen dem 18. September 1979 und dem 5. März 1982 als Minister für Angelegenheiten der Aborigines (Minister of Aboriginal Affairs). Am 13. Januar 1983 wurde ihm der Höflichkeitstitel The Honourable verliehen. Während seiner Parlamentszugehörigkeit war er vom 11. Februar 1986 bis zum 10. Februar 1992 Mitglied des Ausschusses für öffentliche Finanzen (Public Accounts Committee) und daraufhin zwischen dem 12. Februar 1992 und dem 9. Februar 1994 Mitglied des Ausschusses für Wirtschaft und Finanzen (Economic and Finance Committee). Allison wurde am 11. Dezember 1993 für die Liberale Party im neu geschaffenen Wahlkreis Gordon wieder zum Mitglied des House of Assembly gewählt und vertrat diesen Wahlkreis bis zum 10. Oktober 1997, nachdem er auf eine erneute Kandidatur bei der Wahl am 11. Oktober 1997 verzichtete. Daraufhin wurde der Parteilose Rory McEwen zum neuen Abgeordneten in diesem Wahlkreis gewählt.
Nach der Wahl vom 11. Dezember 1993 übernahm Harold Allison als Nachfolger von Don Ferguson als Deputy Speaker and Chairman of Committees die Posten als stellvertretender Sprecher und Vorsitzender der Ausschüsse der Legislativversammlung. Er bekleidete diese Ämter bis zu seinem Ausscheiden aus der Legislativversammlung am 10. Oktober 1997, woraufhin David Wotton am 11. Oktober 1997 sein Nachfolger wurde.

## Hintergrundliteratur
- Parliament of South Australia: Statistical Record of the Legislature 1836–2007 (Memento vom 11. März 2019 im Internet Archive)

## Weblink
- Hon Harold Allison. In: Parlament von South Australia. Abgerufen am 9. April 2024 (englisch).